# Palazzo delle Cariatidi (Monza)
Il Palazzo delle Cariatidi, come viene comunemente chiamato a Monza, si trova in Largo Mazzini fra via Gramsci e Via Manzoni.

## Storia
Non si conosce la data esatta di costruzione dell'edificio, anche se notizie indiziarie lo datano all'inizio del '900. 

## Architettura
L'edificio è in puro stile liberty e si sviluppa su quattro piani. Il pian terreno è adibito ad attività commerciali mentre i piani superiori hanno funzione abitativa. La facciata è riccamente decorata in tutte le sue parti ma la parte più rilevante è il balcone del secondo piano, che si trova in posizione centrale sulla facciata principale. 
Il balcone in questione è decorato con quattro cariatidi sulla parte frontale ed altre due sui lati, ed è la loro presenza che dà il nome al palazzo. Le sei figure femminili sostengono il balcone del terzo piano, che è privo di personaggi ma ricco di decori floreali. La tre finestre del terzo piano sono incorniciate da colonnine e sormontate da un bassorilievo di sei putti.

## Galleria d'immagini

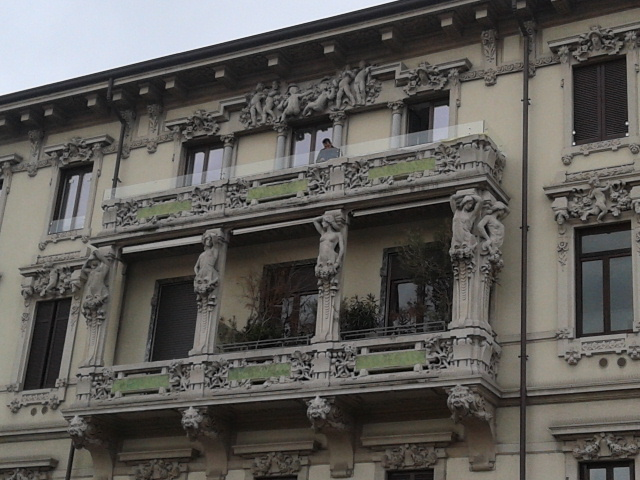
Palazzo delle Cariatidi, balconi
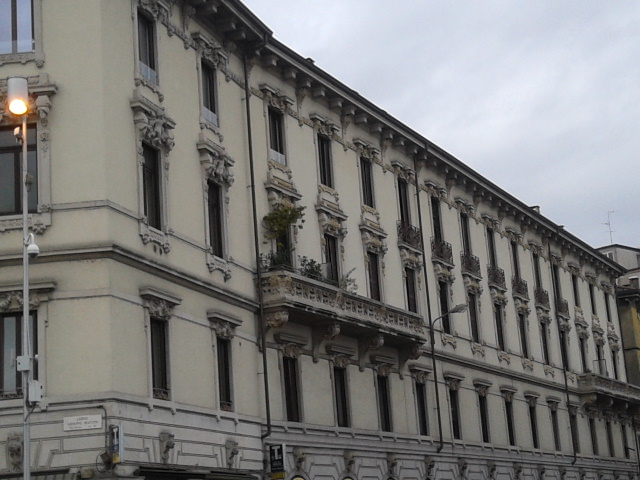
Palazzo delle Cariatidi, lato via Manzoni